# Orang-outan de Sumatra
Pongo abelii
Espèce
Statut de conservation UICN

 CR A4bcd : 
En danger critique
Statut CITES
Répartition géographique
L'Orang-outan de Sumatra (Pongo abelii) est l'une des trois espèces d'orangs-outans (genre Pongo), qui appartient à la famille des hominidés.

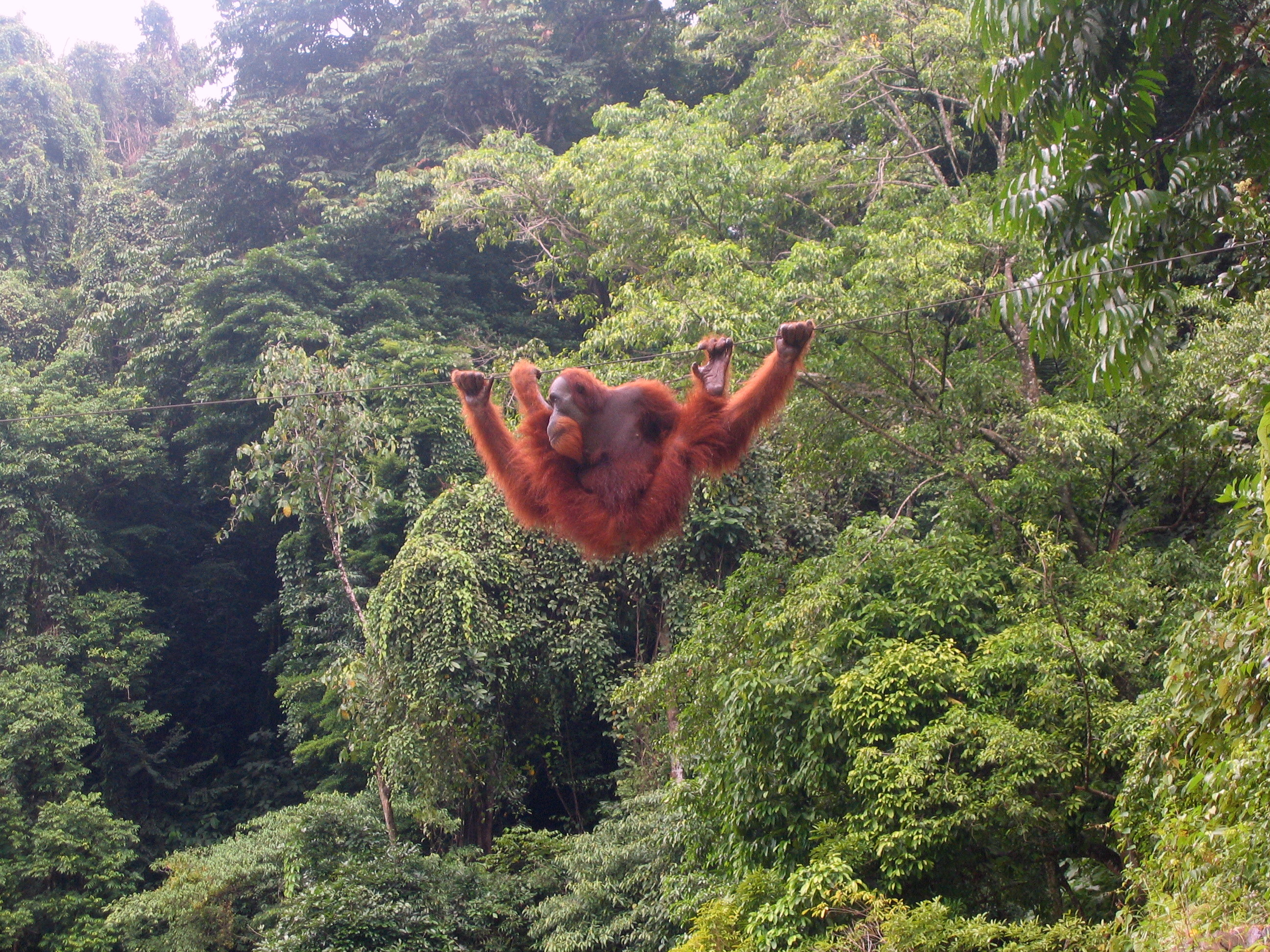
Un individu se déplaçant à l'aide de ses quatre membres préhensiles.

## Dénominations
Bien qu'elle ne soit pas la seule espèce d'orang-outan de l'île de Sumatra, elle porte pour des raisons historiques le nom normalisé d'orang-outan de Sumatra. L'autre espèce d'orang-outan vivant sur cette île, l'orang-outan de Tapanuli, était auparavant considérée comme une sous-population isolée de cette espèce et n'a été décrite comme une espèce distincte qu'en 2017. « Orang-outan » provient de l'indonésien et du malais « orang hutan », qui signifie « personne de la forêt » (ou « des bois »),.
Son nom scientifique, Pongo abelii, est composé du nom générique, Pongo, et d'une épithète spécifique, abelii. Le premier provient du kikongo (langue d'Afrique centrale) « mpongi »,, un mot qui servait initialement à désigner les gorilles dans cette région africaine, repris par Andrew Battel en anglais, puis par Buffon en français, qui pensait alors que les gorilles et les orangs-outans pouvaient ne former qu'une seule espèce. Le second lui a été donné par le naturaliste français René Primevère Lesson, en hommage au naturaliste anglais Clarke Abel, dont les observations lui ont servi à réaliser une première description de l'espèce en 1827.

## Caractéristiques
L'espèce présente un fort dimorphisme sexuel. Les mâles mesurent en moyenne 97 cm pour un poids moyen de 87 kg, tandis que les femelles mesurent en moyenne 78 cm pour un poids moyen de 37 kg. Ils sont plus fins que les orangs-outans de Bornéo, ont des faces plus allongées et des poils plus longs et plus pâles. L'orang-outan de Sumatra est plus grand que l'orang-outan de Bornéo.
L'orang-outan de Sumatra dispose de membres antérieurs exceptionnellement longs par rapport aux postérieurs. Démuni de queue préhensile, il peut néanmoins marcher en position bipède sur des branches étroites en se servant de ses bras pour s'équilibrer.
En captivité, le record de longévité est atteint par Puan, une femelle morte à 62 ans au zoo de Perth. Major, un mâle mort à 50 ans au zoo de La Boissière, est un des plus vieux mâles connus.

## Écologie et comportement

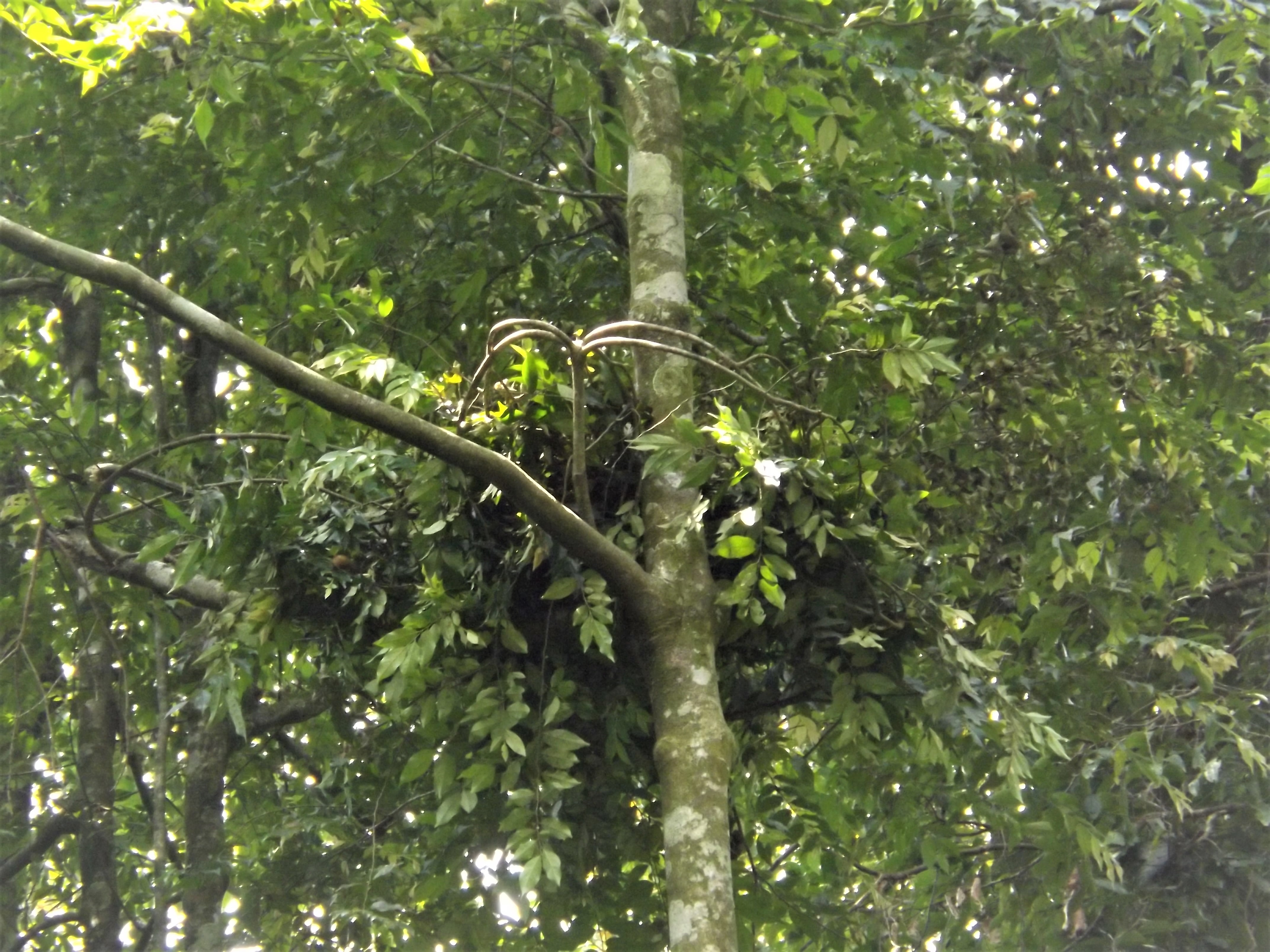
Nid d'un orang-outan de Sumatra.

L'orang-outan de Sumatra est un singe arboricole : il escalade les troncs et il se déplace d'arbre en arbre avec les lianes et les branches, dans un mouvement de brachiation, en se balançant et en utilisant ses quatre membres, ses pieds étant aussi souples que ses mains. 
Cet orang-outan est plus arboricole que son cousin de Bornéo. Il se déplace d'arbre en arbre, peut-être à cause de la présence du tigre de Sumatra.
L'orang-outan de Sumatra est plus sociable que son homologue de Bornéo. Les individus se rassemblent en groupes pour se nourrir dans les figuiers. Cependant les mâles évitent le contact entre eux.

### Alimentation
Par rapport à l'orang-outan de Bornéo, l'orang-outan de Sumatra a tendance à être plus frugivore et insectivore. Ses fruits préférés sont les fruits du jacquier et les figues. Il peut aussi manger des œufs d'oiseaux et des petits vertébrés.
Des orangs-outans de Sumatra sauvages ont été observés se fabriquant des gants avec des feuilles pour éviter les piqûres d'abeilles ou cassant des morceaux de branches qu'ils vont attacher aux extrémités. Puis ils vont enfoncer le bâton dans des creux d'arbres pour attraper des termites. Ils peuvent également se servir du bâton pour pousser des nids d'abeilles, et prendre le miel.

### Reproduction
Les jeunes mâles s'accouplent plus avec des jeunes femelles car les plus matures peuvent plus facilement les repousser. Et les femelles adultes préfèrent s'accoupler avec des mâles matures.
Les femelles donnent naissance à des petits pour la première fois à environ 15 ans[réf. nécessaire]. Les bébés restent dépendants de leur mère jusqu'à leurs trois ans, mais après cette période, les jeunes resteront proches de leurs mères[réf. nécessaire]. Ils s'accouplent pour la première fois à environ 12,3 ans[réf. nécessaire].

### Santé

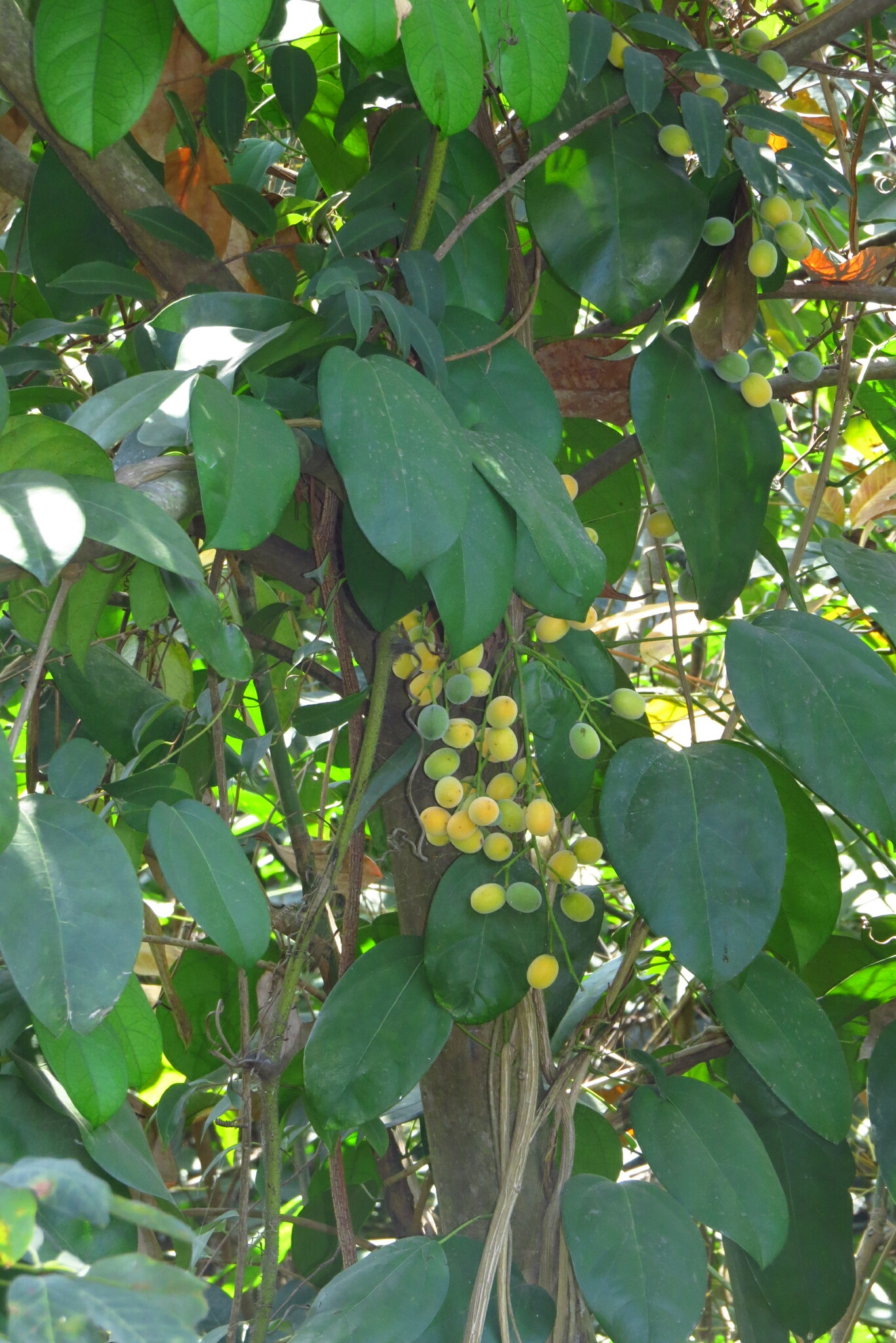
Fibraurea tinctoria.

En 2024, un mâle orang-outan de Sumatra est observé avoir mâché les feuilles d'une plante réputée pour ses propriétés médicinales, Fibraurea tinctoria, puis en avoir récupéré le jus pour soigner une blessure ouverte sur son visage, avant d'appliquer les feuilles mâchées par-dessus. Au bout de quelques jours, la blessure était refermée. Cette liane est connue pour ses propriétés antibactériennes, anti-inflammatoires et analgésiques. C'est la première fois qu'un animal sauvage est observé en train d'utiliser intentionnellement une plante médicinale pour soigner une plaie ouverte,.

## Habitat et répartition
L'Orang-outan de Sumatra est endémique de l’île de Sumatra, en Indonésie. Il vit dans la forêt tropicale humide de basse altitude ainsi que dans la mangrove. Son aire de répartition occupe les deux provinces les plus au nord de l'île : on le trouve essentiellement dans la province d'Aceh, et un peu dans la province de Sumatra du Nord.
On trouve aussi dans la province de Sumatra du Nord une espèce distincte, l'Orang-outan de Tapanuli, qui vit au sud du lac Toba.

## Classification
Phylogénie des espèces actuelles d'hominidés, d'après Shoshani et al. (1996) et Springer et al. (2012) :
|  | Pongo abelii – Orang-outan de Sumatra                                                                                    |
|  | |
|  | \| \| Pongo pygmaeus – Orang-outan de Bornéo \| \| \| \| \| \| Pongo tapanuliensis – Orang-outan de Tapanuli \| \| \| \| |
|  | |
|  | Pongo pygmaeus – Orang-outan de Bornéo                                                                                   |
|  | |
|  | Pongo tapanuliensis – Orang-outan de Tapanuli                                                                            |
|  | |

|  | Pongo pygmaeus – Orang-outan de Bornéo        |
|  |                                               |
|  | Pongo tapanuliensis – Orang-outan de Tapanuli |
|  |                                               |

|  | Gorilla beringei – Gorille de l'Est  |
|  |                                      |
|  | Gorilla gorilla – Gorille de l'Ouest |
|  |                                      |

| Panina → Pan    | \| \| Pan paniscus – Chimpanzé pygmée ou Bonobo \| \| \| \| \| \| Pan troglodytes – Chimpanzé commun \| \| \| \| |
|                 | \| \| Pan paniscus – Chimpanzé pygmée ou Bonobo \| \| \| \| \| \| Pan troglodytes – Chimpanzé commun \| \| \| \| |
| Hominina → Homo | Homo sapiens – Homme moderne                                                                                     |
|                 | Homo sapiens – Homme moderne                                                                                     |
|                 | Pan paniscus – Chimpanzé pygmée ou Bonobo                                                                        |
|                 | |
|                 | Pan troglodytes – Chimpanzé commun                                                                               |
|                 | |

|  | Pan paniscus – Chimpanzé pygmée ou Bonobo |
|  |                                           |
|  | Pan troglodytes – Chimpanzé commun        |
|  |                                           |

|  | Gorilla beringei – Gorille de l'Est  |
|  |                                      |
|  | Gorilla gorilla – Gorille de l'Ouest |
|  |                                      |

| Panina → Pan    | \| \| Pan paniscus – Chimpanzé pygmée ou Bonobo \| \| \| \| \| \| Pan troglodytes – Chimpanzé commun \| \| \| \| |
|                 | \| \| Pan paniscus – Chimpanzé pygmée ou Bonobo \| \| \| \| \| \| Pan troglodytes – Chimpanzé commun \| \| \| \| |
| Hominina → Homo | Homo sapiens – Homme moderne                                                                                     |
|                 | Homo sapiens – Homme moderne                                                                                     |
|                 | Pan paniscus – Chimpanzé pygmée ou Bonobo                                                                        |
|                 | |
|                 | Pan troglodytes – Chimpanzé commun                                                                               |
|                 | |

|  | Pan paniscus – Chimpanzé pygmée ou Bonobo |
|  |                                           |
|  | Pan troglodytes – Chimpanzé commun        |
|  |                                           |

|  | Pongo abelii – Orang-outan de Sumatra                                                                                    |
|  | |
|  | \| \| Pongo pygmaeus – Orang-outan de Bornéo \| \| \| \| \| \| Pongo tapanuliensis – Orang-outan de Tapanuli \| \| \| \| |
|  | |
|  | Pongo pygmaeus – Orang-outan de Bornéo                                                                                   |
|  | |
|  | Pongo tapanuliensis – Orang-outan de Tapanuli                                                                            |
|  | |

|  | Pongo pygmaeus – Orang-outan de Bornéo        |
|  |                                               |
|  | Pongo tapanuliensis – Orang-outan de Tapanuli |
|  |                                               |

|  | Gorilla beringei – Gorille de l'Est  |
|  |                                      |
|  | Gorilla gorilla – Gorille de l'Ouest |
|  |                                      |

| Panina → Pan    | \| \| Pan paniscus – Chimpanzé pygmée ou Bonobo \| \| \| \| \| \| Pan troglodytes – Chimpanzé commun \| \| \| \| |
|                 | \| \| Pan paniscus – Chimpanzé pygmée ou Bonobo \| \| \| \| \| \| Pan troglodytes – Chimpanzé commun \| \| \| \| |
| Hominina → Homo | Homo sapiens – Homme moderne                                                                                     |
|                 | Homo sapiens – Homme moderne                                                                                     |
|                 | Pan paniscus – Chimpanzé pygmée ou Bonobo                                                                        |
|                 | |
|                 | Pan troglodytes – Chimpanzé commun                                                                               |
|                 | |

|  | Pan paniscus – Chimpanzé pygmée ou Bonobo |
|  |                                           |
|  | Pan troglodytes – Chimpanzé commun        |
|  |                                           |

|  | Gorilla beringei – Gorille de l'Est  |
|  |                                      |
|  | Gorilla gorilla – Gorille de l'Ouest |
|  |                                      |

| Panina → Pan    | \| \| Pan paniscus – Chimpanzé pygmée ou Bonobo \| \| \| \| \| \| Pan troglodytes – Chimpanzé commun \| \| \| \| |
|                 | \| \| Pan paniscus – Chimpanzé pygmée ou Bonobo \| \| \| \| \| \| Pan troglodytes – Chimpanzé commun \| \| \| \| |
| Hominina → Homo | Homo sapiens – Homme moderne                                                                                     |
|                 | Homo sapiens – Homme moderne                                                                                     |
|                 | Pan paniscus – Chimpanzé pygmée ou Bonobo                                                                        |
|                 | |
|                 | Pan troglodytes – Chimpanzé commun                                                                               |
|                 | |

|  | Pan paniscus – Chimpanzé pygmée ou Bonobo |
|  |                                           |
|  | Pan troglodytes – Chimpanzé commun        |
|  |                                           |

## Statut de conservation et menaces
L'Union internationale pour la conservation de la nature (UICN) a classé l'orang-outan de Sumatra dans les espèces en danger critique d'extinction. C'est une espèce menacée par la déforestation, en raison d'une exploitation illégale de bois exotique ou pour céder la place à des plantations industrielles de palmiers à huile. On estime qu'il n'y avait plus, en 2016, que 13 800 individus vivant à l'état sauvage.
L'orang-outan de Sumatra a été inclus dans la liste des 25 espèces de primates les plus menacés dans le monde en 2000, 2002, 2004, 2006, 2008 et 2014.
L'espèce bénéficie d'une aire protégée majeure, le Parc national du Mont Leuser, qui couvre une partie de son aire de répartition. C'est aux abords de ce parc national que se trouvent les principaux sites touristiques d'observation des orangs-outans de Sumatra : Bukit Lawang et Ketambe (id).
Le Programme de conservation des orangs-outans de Sumatra (SOCP) mène des actions de conservation de l'espèce à Sumatra.
Il existe plusieurs programmes d'élevage conservatoire de cette espèce en captivité. En Europe, le programme européen pour les espèces menacées (EEP) consacré à cette espèce est coordonné par un scientifique du Zoo de Karlsruhe (Allemagne), en Amérique du Nord, le programme américain pour les espèces menacées (SSP) existe depuis 1988, il est coordonné par un comité de représentants des zoos membres. Mi-2019, environ 264 individus étaient ainsi présents dans une soixantaine d'institutions zoologiques en Amérique du Nord, en Asie et en Europe.
De plus, cet orang-outan fait partie des animaux ayant une protéine-cible du nouveau coronavirus pandémique de 2019 (l'ACE2) adapté à ce nouveau virus (SARS-CoV-2) (virus responsable en 2019 de la pandémie de COVID-19). Cette affirmation découle d'études de modélisations de protéines.